# نبرد کریم خان زند و آزاد خان افغان
با مرگ نادر شاه، ایران چندپاره شد، افراد زیادی مدعی حکومت شدند و جنگ‌های متعددی میان آن‌ها در گرفت. در نهایت دودمان زند بر بیشتر قلمرو نادر تسلط یافت. جنگ‌های متوالی میان کریم‌خان زند و آزادخان افغان از جمله این درگیری‌ها بود که در ناحیه زاگرس تا اصفهان رخ دادند. پس از آن به دعوت علیمردان خان چهارلنگ نایب السلطنه شاه اسماعیل سوم که به همراه یکی از بازماندگان صفوی از بغداد به سمت ایران پیشروی می‌کرد و قصد تسخیر قلعه راهبردی کرمانشاه را داشت، به آنجا رفت. اما پیش از رسیدن وی، کریم‌خان، این لشکر را شکست داد.
کریم خان در تعقیب آزادخان به سمت بروجرد شتافت و در این منطقه نیروهای خود را سامان داد و برای نبرد مجدد با آزاد خان به قریه دوآبه در دشت سیلاخور در جنوب بروجرد رفت و آنجا منتظر افغان‌ها ماند. در این جنگ کریم خان از آزادخان شکست خورد و به این ترتیب حکومت عراق عجم بدست آزادخان که در اصفهان بود افتاد. همراهان کریم خان دو دسته شدند. گروه اول به سمت شمال (بروجرد و ملایر) گریختند و کریم خان نیز به سمت خوزستان و از آنجا به شیراز گریخت.
افغان‌ها از بروجرد به مرکز طایفه زند یعنی روستای قلعه پری ملایر یورش بردند و هفده تن از خان‌های زند و پانزده تن از زنان ایشان را که مادر کریم‌خان نیز در میانشان بود به اسارت گرفته و به سمت ارومیه بردند که ایشان در راه گریختند و در بروجرد به کریم‌خان پیوستند و پس از تعقیب و گریزهای بعدی در نهایت کریم خان توانست آزادخان را شکست دهد.